# Saint-Aignan (Morbihan)
Saint-Aignan (bret. Sant-Inan) – miejscowość i gmina we Francji, w regionie Bretania, w departamencie Morbihan.
Według danych na rok 1990 gminę zamieszkiwały 612 osoby, a gęstość zaludnienia wynosiła 22 osoby/km² (wśród 1269 gmin Bretanii Saint-Aignan plasuje się na 772. miejscu pod względem liczby ludności, natomiast pod względem powierzchni na miejscu 317.).